# أليكس كولومبون
أليكس كولومبون (بالفرنسية: Alix Collombon)‏ مواليد 17 مارس 1993، هي لاعبة كرة مضرب فرنسية تلعب باليد اليمنى. أعلى مركز لها في تصنيف رابطة محترفات كرة المضرب في الفردي كان المركز الـ 457 في سنة 2014. أعلى تصنيف لها في الزوجي كان المركز الـ 649 في سنة 2014.

## روابط خارجية
- أليكس كولومبون على موقع رابطة محترفات التنس (الإنجليزية)
- أليكس كولومبون على موقع الاتحاد الدولي لكرة المضرب (الإنجليزية)
- أليكس كولومبون على موقع إي إس بي إن.كوم (الإنجليزية)